# SN 1948B
SN 1948B – supernowa typu II-P odkryta 6 lipca 1948 roku w galaktyce NGC 6946. W momencie odkrycia miała maksymalną jasność 14,70m.